# 射撃選手一覧
射撃選手一覧（しゃげきせんしゅいちらん）は射撃競技の選手、および元選手、コーチ等の一覧。個人情報に注意

## ライフル・ピストル射撃選手

### あ
- 秋山輝吉
- アシュモワ, イラダ
- アリフィレンコ, セルゲイ
- アンティ, マイケル
- イサコフ, ウラジミール
- 石井孝郎
- 石下年安
- 稲垣守
- 稲田容子
- 井上恵
- 猪熊幸夫
- イラダ・アシュモワ　→アシュモワ, イラダ
- 岩城真美
- 岩田聖子
- 上田義秀
- ウラジミール・イサコフ　→イサコフ, ウラジミール
- エモンス, カテリナ (en)
- エモンズ, マシュー
- エレナ・コステビッチ　→コステビッチ, エレナ
- 王義夫
- 王成意
- 大西克昌
- 岡田直也
- 落合治

### か
- カテリナ・クルコワ (旧姓)　→エモンシュ, カテリナ
- 蒲池猛夫
- ガルキナ, リューボフ
- 木田知宏
- 木下亨子（英語版）
- キム, ジョンス
- クーパー, マルコム
- 久保皖司
- クリスチャン・プレーナー　→プレーナー, クリスチャン
- クリスティアン・ルシュ　→ルシュ, クリスティアン
- クルコワ, カテリナ (旧姓)　→エモンシュ, カテリナ
- グロジェワ, マリア
- 栗田直紀
- 香西俊輔
- 香西式子（英語版）
- コステビッチ、エレナ
- 小西ゆかり
- 木場良平
- 小林晋
- ゴンツィ, ヨゼフ

### さ
- 斎藤繁美
- 佐波光男
- 清水綾乃
- シューマン, ラルフ
- スーチャック・ラズロー　→ラズロー, スーチャック
- セカリッチ, ヤスナ
- 勢見月文久
- セルゲイ・アリフィレンコ　→アリフィレンコ, セルゲイ
- セルゲイ・マルチノフ　→マルチノフ, セルゲイ
- セルゲイ・ポリアコフ　→ポリアコフ, セルゲイ

### た
- 高橋信司
- 田澤修治
- 千種寿代（英語版）
- 津場健二郎
- 杜麗
- ドウシャノフ・エミール
- トゥリシーニ, バレンチナ

### な
- 中重勝
- 中條公行
- 西谷徳行
- 仁城新太郎
- ネストルエフ, ミハイル (en)
- 野口優太

### は
- バッシャム, ラニー
- バレンチナ・トゥリシーニ　→トゥリシーニ, バレンチナ
- 平井親文（英語版）
- ヒュコワ, レンカ
- 福島實智子 (旧姓・長谷川)
- 藤井優
- プレーナー, クリスチャン
- ホアン・スアン・ビン
- 保坂調司
- 星悠太
- 細川幸雄（英語版）
- ポリアコフ, セルゲイ
- 堀水宏次郎

### ま
- マイケル・アンティ　→アンティ, マイケル
- マシュー・エモンズ　→エモンズ, マシュー
- 松田知幸
- マリア・グロジェワ　→グロジェワ, マリア
- マルコム・クーパー　→クーパー, マルコム
- マルチノフ, セルゲイ
- 丸山知一
- 三崎宏美
- 源洋子
- 三宅正晃
- ミハイル・ネストルエフ　→ネストルエフ, ミハイル (en)
- 目良明裕

### や
- 谷島緑
- ヤスナ・セカリッチ　→セカリッチ, ヤスナ
- 柳沢義昭
- 柳田勝
- 山下敏和
- 吉川貴久
- ヨゼフ・ゴンツィ　→ゴンツィ, ヨゼフ

### ら
- ラズロー, スーチャック
- ラニー・バッシャム　→バッシャム, ラニー
- ラルフ・シューマン　→シューマン, ラルフ
- 李傑
- リューボフ・ガルキナ　→ガルキナ, リューボフ
- 林崎昭裕
- ルシュ, クリスティアン
- レンカ・ヒュコワ　→ヒュコワ, レンカ

### わ
- 綿貫甫

## クレー射撃選手

### あ
- 麻生太郎
- アダム・ベラ　→ベラ, アダム
- アハメド・アル・マクトゥーム　→マクトゥーム, アハメド・アル
- アルアティヤ, ナサール
- アレクサンドル・ブリノフ　→ブリノフ, アレクサンドル
- アレクセイ・アリポフ　→アリポフ, アレクセイ
- アンドレア・ベネリ　→ベネリ, アンドレア
- イガリ, ディアナ
- 伊東総一郎
- 井上恵
- 岩田徳三郎
- 内海健次
- 王正
- 折原研二

### か
- 片岡勝哉
- キム・ロード　→ロード, キム
- 吉良佳子
- キンタナル, マリア
- クルツァー, マンフレート
- 許斐氏利
- ケンパイネン, マルコ

### さ
- ジョバンニ・ペリエロ　→ペリエロ, ジョバンニ
- スーザン・バローフ　→バローフ, スーザン
- ゼムフィラ・メフタヘジノワ　→メフタヘジノワ, ゼムフィラ

### た
- 竹葉多重子
- ディアナ・イガリ　→イガリ, ディアナ
- 寺西寛
- ドミトリー・ルイキン　→ルイキン, ドミトリー

### な
- 中山由起枝
- ナサール・アルアティヤ　→アルアティヤ, ナサール

### は
- バローフ, スーザン
- ファン・ミゲル・ロドリゲス　→ロドリゲス, ファン・ミゲル
- 二上勝友
- ブリノフ, アレクサンドル
- ベネリ, アンドレア
- ベラ, アダム
- ペリエロ, ジョバンニ

### ま
- マクトゥーム, アハメド・アル
- マリア・キンタナル　→キンタナル, マリア
- マルコ・ケンパイネン　→ケンパイネン, マルコ
- マンフレート・クルツァー　→クルツァー, マンフレート
- メフタヘジノワ, ゼムフィラ

### ら
- ラジャバルダン・シン・ラトール　→ラトール, ラジャバルダン・シン
- 李保那
- ルイキン, ドミトリー
- ロード, キム
- ロドリゲス, ファン・ミゲル

### わ
- 渡辺和三